# Molveno
Molveno (deutsch veraltet: Malfein) ist eine italienische Gemeinde (comune) mit 1132 Einwohnern (Stand 31. Dezember 2023) und ein Dorf in der Provinz Trient, Region Trentino-Südtirol. Sie gehört zur Talgemeinschaft Comunità della Paganella.

## Geographie
Der Luftkur- und Wintersportort liegt etwa 14 km nordnordwestlich von Trient auf einer Höhe von 864 m s.l.m. östlich der Brenta-Gruppe am Ufer des Lago di Molveno und zu Füßen des östlich gelegenen Massivs der Paganella.
Der etwa 4 km lange Molvenosee, der bis zu 120 m tief ist, wird durch einen kleinen Bach und mehrere kleine Zuflüsse aus den Bergen gespeist. Den Abfluss bildet der Bach Bondai, der südlich von San Lorenzo in Banale in den Fluss Sarca, den Hauptzufluss des Gardasees, mündet.

## Verkehr
Die Staatsstraße SS421 von Ponte Arche bis Mezzolombardo durchzieht den Ort. Der nächste größere Ort ist Andalo in 5 km Entfernung.

## Venezianische Sägemühle Taialacqua
Die Sägemühle Taialacqua liegt nahe am Molvenosee. Sie wurde auf Anregung des Pfarrers Don Taialacqua um das Jahr 1500 errichtet. Das Sägewerk nutzt das Wasser des Rio Molini, eine Ableitung des Torrente Masso, um die Säge anzutreiben. Es können Bretter bis zu 10 mm geschnitten werden. Das Sägewerk ist noch voll funktionstüchtig und wird im Rahmen von Führungen vorgeführt. Die Säge ist einer der wenigen aus dieser Zeit, die noch existiert.

## Galerie

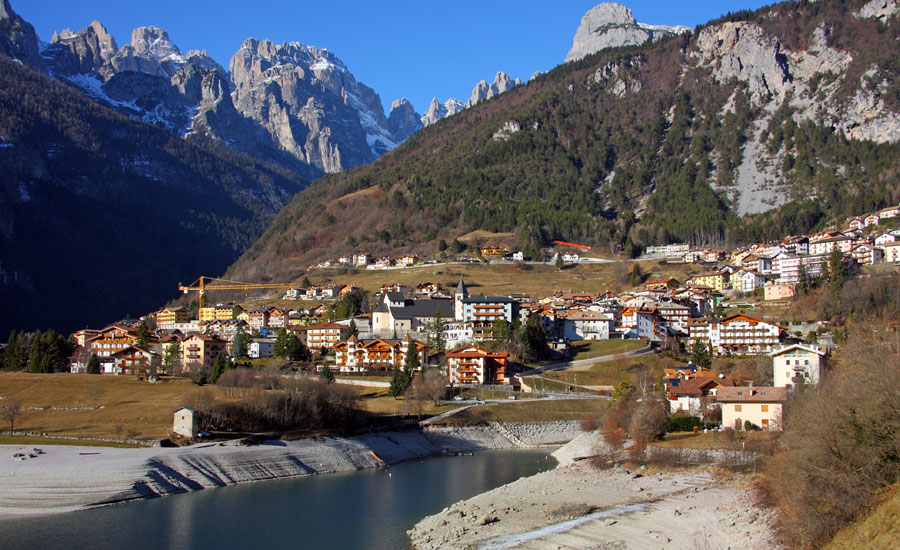
Ortskern mit Brentagruppe
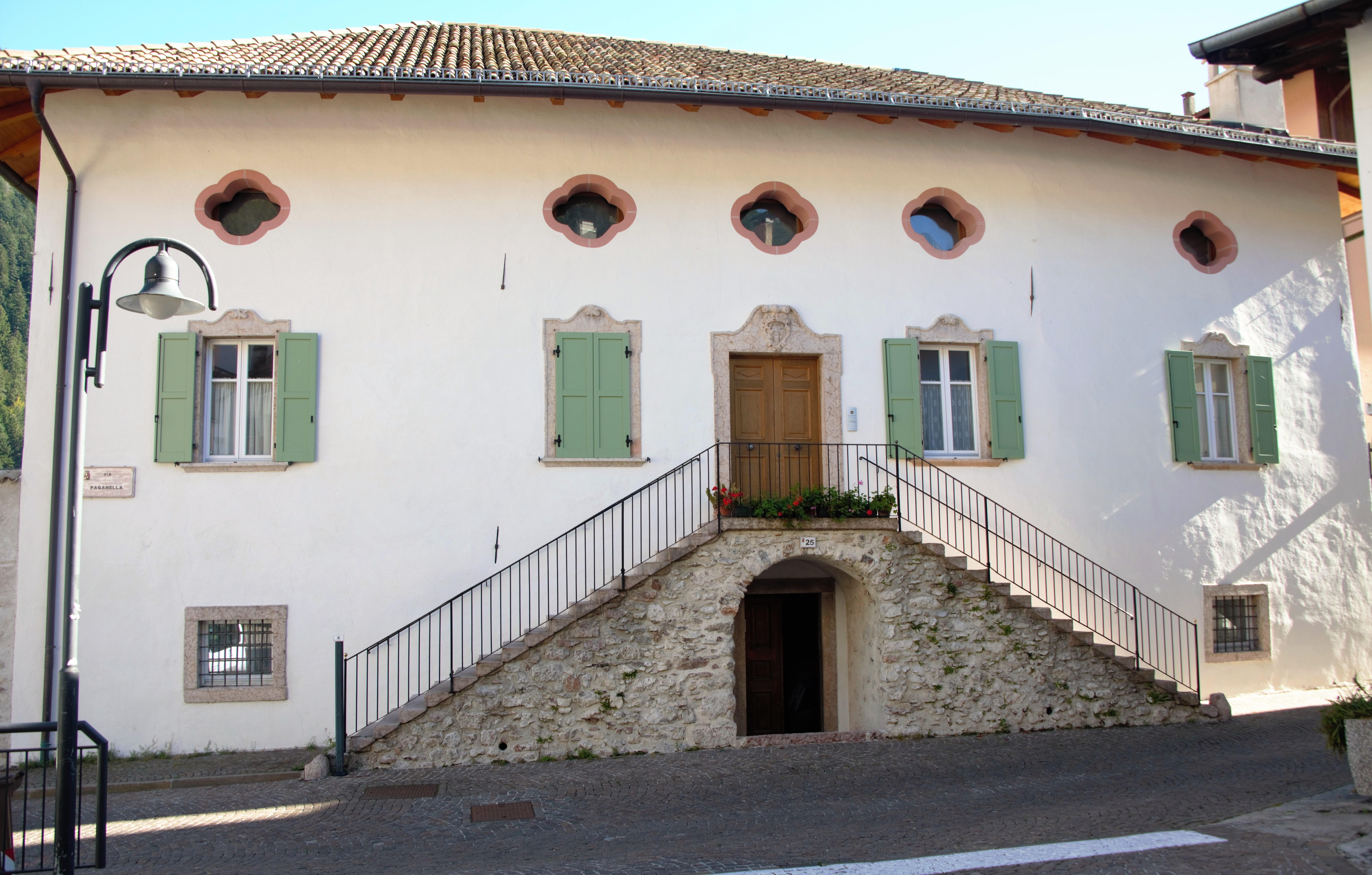
Palazzo Saracini (17. Jh.)
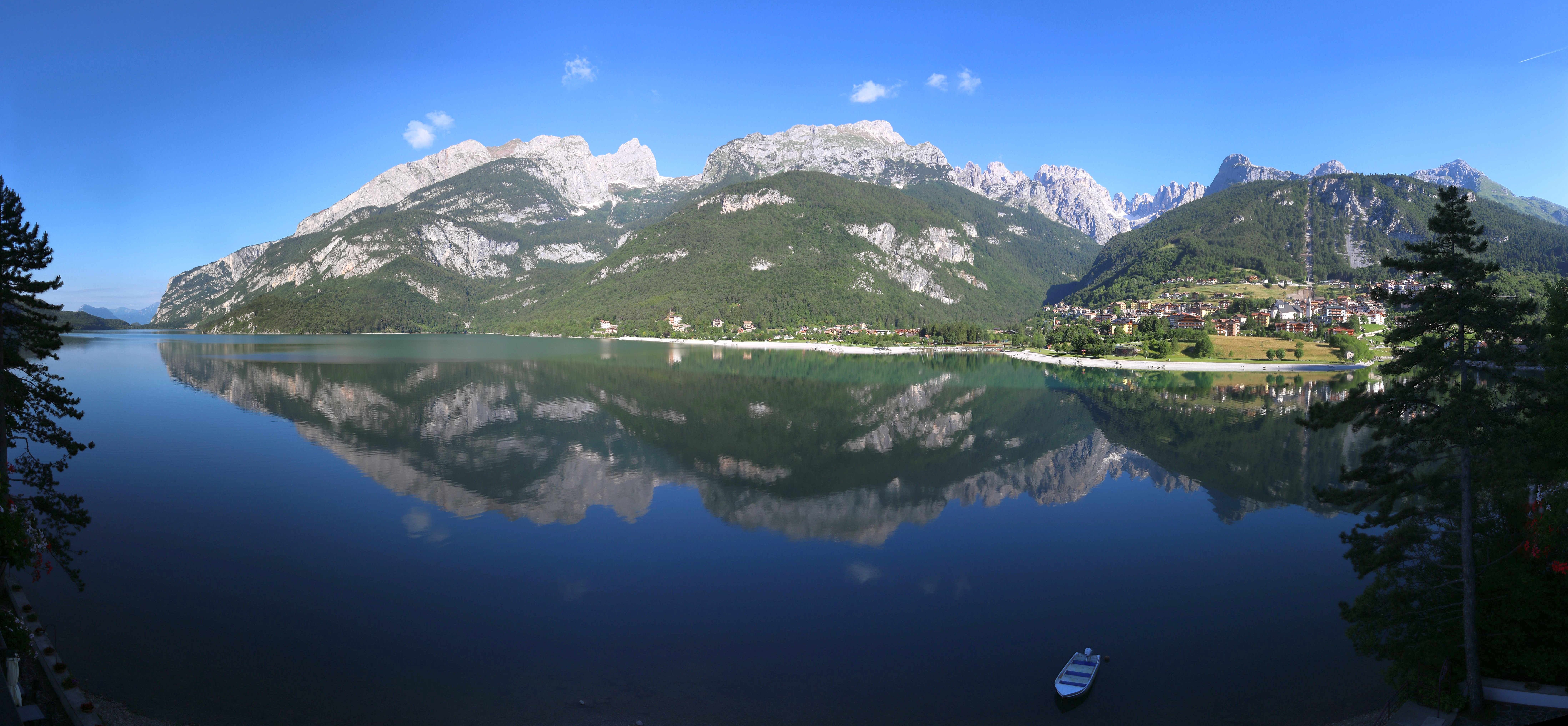
Blick auf Molveno über den See. Im Hintergrund die Berge der Brentagruppe
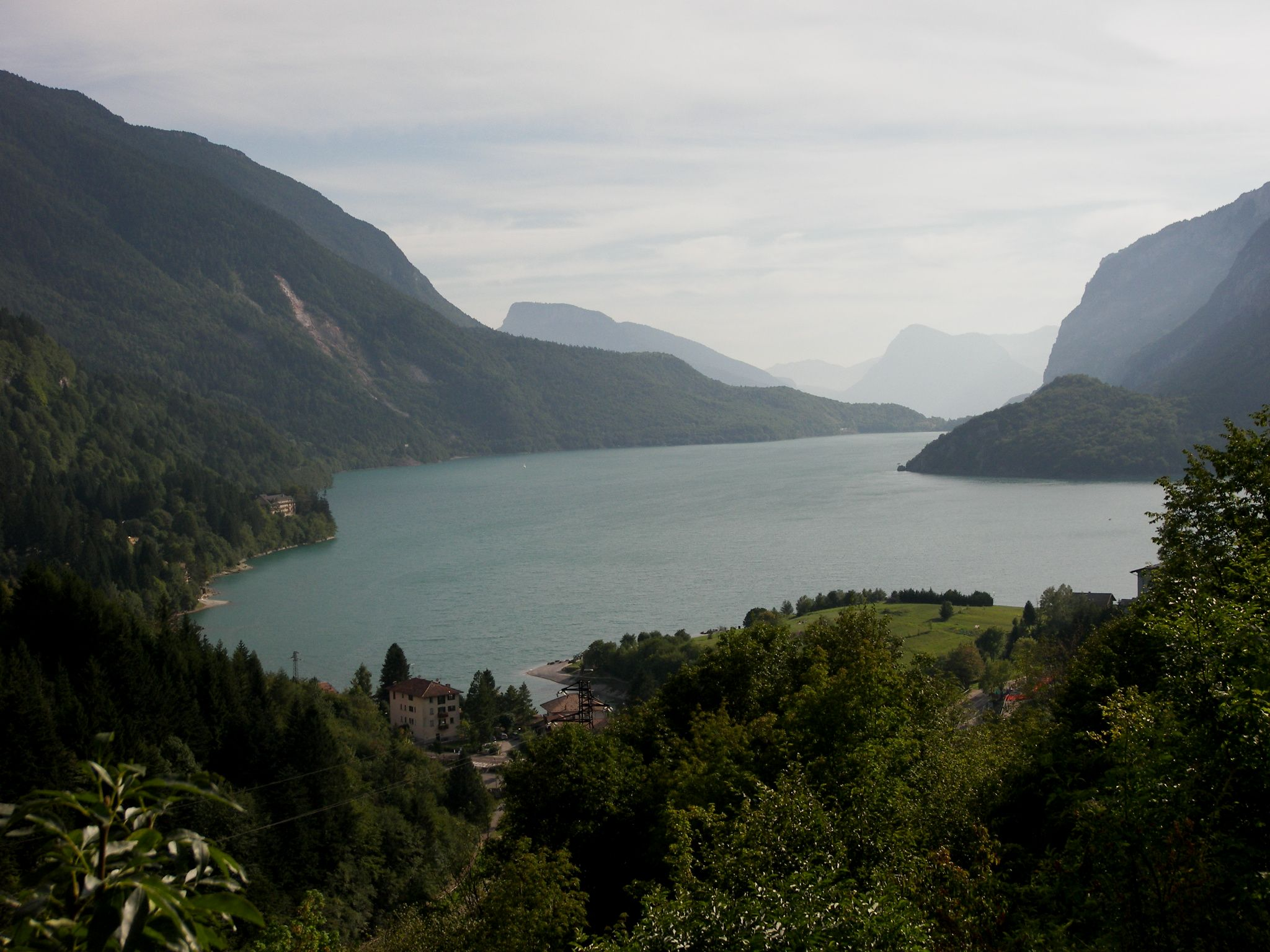
Blick über den Molvenosee nach Süden
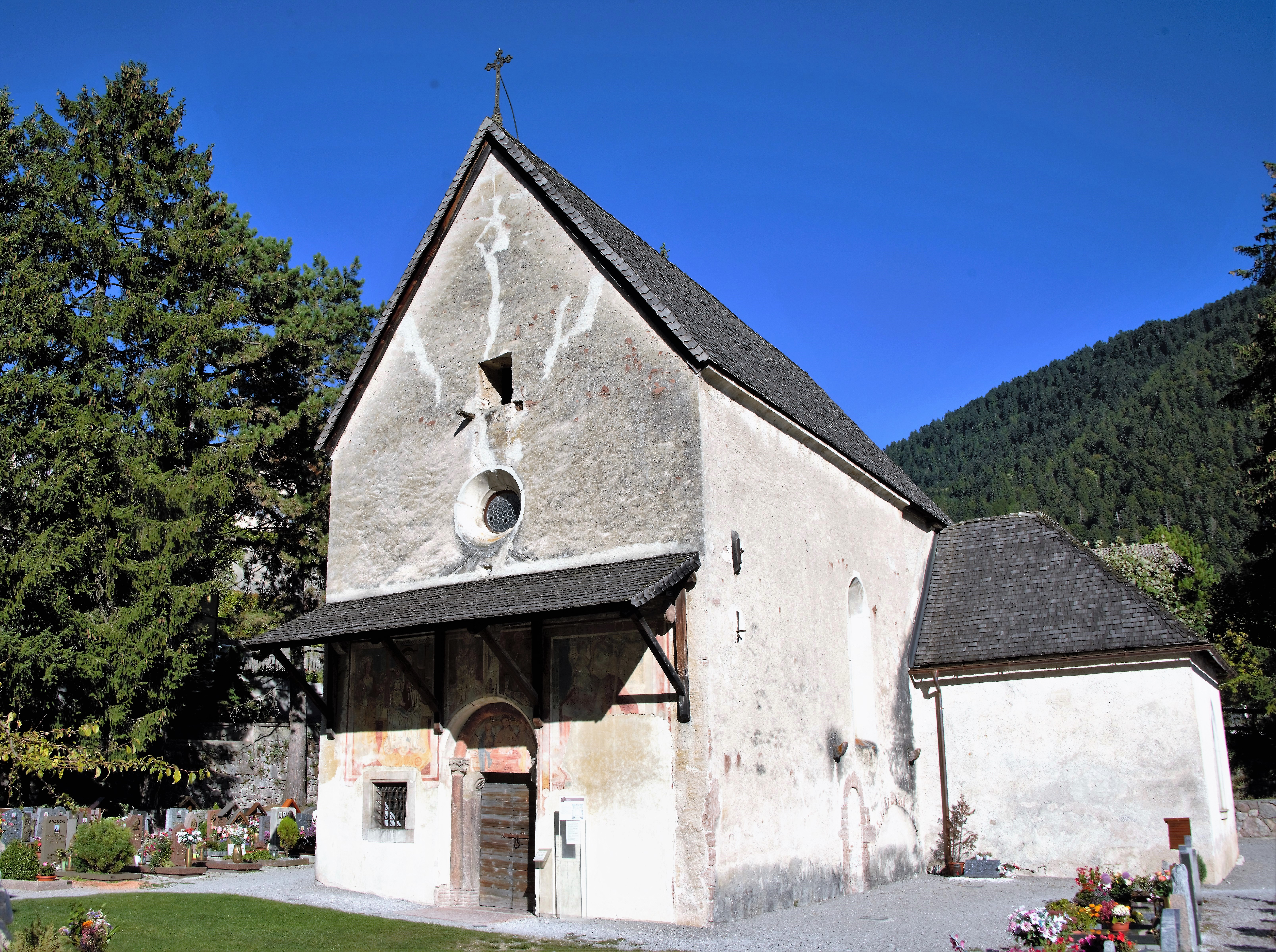
Friedhofskirche San Vigilio (14. Jh.)

## Persönlichkeiten
- Attilio Bettega (1953–1985), Rallyefahrer